# Świadkowie Jehowy w Samoa
Świadkowie Jehowy w Samoa – społeczność wyznaniowa w Samoa, należąca do ogólnoświatowej wspólnoty Świadków Jehowy, licząca w 2023 roku 552 głosicieli, należących do 12 zborów. Na dorocznej uroczystości Wieczerzy Pańskiej w 2023 roku zgromadziło się 2311 osób. Od 2012 roku działalność w tym kraju koordynuje australijskie Biuro Oddziału. Biuro Krajowe znajduje się w Apii.

## Historia
W roku 1931 pewien głosiciel rozpowszechnił na Samoa setki książek i broszur. Był to prawdopodobnie Sydney Shepherd, który jako misjonarz Towarzystwa Strażnica prowadził działalność na wyspach Polinezji. W roku 1940 Harold Gill podjął regularne głoszenie dobrej nowiny na wyspie Upolu. W roku 1952 do Apii przyjechał z Wielkiej Brytanii John Croxford a Pele i Ailua Fuaiupolu zostali pierwszymi samoańskimi głosicielami. W stolicy zorganizowano pierwsze zebrania religijne. Zanotowano liczbę 11 głosicieli. Rok później liczba ta wzrosła do 19, a w Apii powstał pierwszy zbór. Z Australii przybyli Sellarsowie – małżeństwo pionierów. Z wizytą przybył Theodore Jaracz. W roku 1954 wyznawcy pojawili się w Faleasiu. W kolejnym roku urządzono projekcje filmu „Społeczeństwo Nowego Świata w działaniu” na wyspach Upolu i Savaiʻi.
W czerwcu 1957 roku odbył się w Pago Pago (Samoa Amerykańskie) pierwszy kongres pod hasłem „Synowie Boży – synami wolności”, na który przybyło 106 osób z Samoa i Samoa Amerykańskiego. W roku 1958 odbył się pogrzeb Świadka Jehowy Freda Williamsa – byłego kapitana statku - była to największa uroczystość żałobna w dziejach Samoa. W tym samym roku zanotowano 35% wzrost liczby głosicieli. Otwarto też pierwszą Salę Królestwa w Apii. W roku 1959 odbyło się pierwsze zgromadzenie obwodowe w Apii z udziałem 288 osób (10 zostało ochrzczonych).
W roku 1961 zorganizowano pierwszy kongres na wyspach, w którym uczestniczyli delegaci z Nowej Zelandii. W tym samym roku w Fogapoa pojawili się pierwsi głosiciele. W roku 1974 rząd umożliwił swobodny przyjazd misjonarzy, w ciągu 6 lat przybyło ich na wyspy w sumie 10. Powstał dla nich Dom Misjonarski Szkoły Gilead. Dziesięć lat później otwarto Biura Oddziału. W roku 1986 Milton Henschel odwiedził Samoa. Powstała Sala Zgromadzeń w Sinamodzie. Trzy lata później przekroczono liczbę 200 głosicieli w 4 zborach. W roku 1991 zorganizowano pomoc humanitarną dla współwyznawców z Fidżi – ofiar cyklonu Val. W roku 1993 otwarto nowe Biura Oddziału w Siusega k. Apii. W roku 1996 rozpoczęto nadawanie cotygodniowej audycji radiowej „Odpowiedzi na pytania biblijne”.
W roku 2000 wielu głosicieli opuściło wyspę, udając się głównie do Australii, Nowej Zelandii i na Hawaje, w sumie działało tam wówczas ponad 700 samoańskich głosicieli w 11 zborach, znajdujących się w miastach i miejscowościach: Apia, Faga, Taga, Faleasiu, Siusega, Lefaga, Vailele, Vava, Sinamoga. Rok później w Lefadze powstała Sala Królestwa. Zanotowano liczbę 381 głosicieli, a w roku 2006 było ich – 440. W 2007 roku na specjalnym zgromadzeniu dla krajów wyspiarskich wydano w języku samoańskim Chrześcijańskie Pisma Greckie w Przekładzie Nowego Świata (Nowy Testament), program tej uroczystości transmitowała telewizja państwowa. W 2009 roku wydano Pismo Święte w Przekładzie Nowego Świata w języku samoańskim. Do 2022 roku wydrukowano 36 610 egzemplarzy.
W 2010 roku na Pamiątce obecnych było 2021 osób. W roku 2012 nadzór nad działalnością w tym kraju przejęło australijskie Biuro Oddziału. Na przełomie 2012 i 2013 roku zorganizowano pomoc humanitarną dla poszkodowanych przez cyklon tropikalny Evan.
9 października 2022 roku Geoffrey Jackson, członek Ciała Kierowniczego, w nagranym wcześniej przemówieniu, ogłosił wydanie zrewidowanego Pisma Świętego w Przekładzie Nowego Świata w języku samoańskim. Językiem tym posługuje się 548 głosicieli w 11 zborach w Samoa, w Samoa Amerykańskim — 155 głosicieli w 2 zborach, w Australii jest 8 zborów tego języka, w Nowej Zelandii — 6, a w USA — 4.
Zebrania zborowe odbywają się w języku samoańskim, angielskim i australijskim migowym.